# Satyrichthys welchi
Satyrichthys welchi är en fiskart som först beskrevs av Herre 1925.  Satyrichthys welchi ingår i släktet Satyrichthys och familjen Peristediidae. Inga underarter finns listade i Catalogue of Life.